# Salisol
Salisol je referenční třída půd v Taxonomickém klasifikačním systému půd České republiky. Salisoly jsou půdy s výraznými znaky zasolení. Obsahují salický horizont s rozpustnými solemi. Salisoly jsou typické pro aridní a semiaridní oblasti. Do referenční třídy salisoly náleží půdní typ solončak.

## Solončak SK
Název solončak je odvozen z lidové ruštiny. Někdy se solončaku říká slanisko. Jedná se o výrazně alkalické půdy vyznačující se přítomností ve vodě rozpustných solí v celém profilu, avšak s jejich silnou koncentrací v jeho povrchových částech, tj. na odpařovací ploše. Soli zde „vykvétají” a vytvářejí se krusty. Na povrch se soli dostávají díky vzestupnému pohybu zasolených podzemních vod a kvůli výparu se na něm hromadí. Solné „výkvěty“ mají bělavou nebo šedavou barvu a jsou mocné 5 až 15 cm. Tento proces, jímž solončaky vznikají, se nazývá zasolení (resp. solončakový proces).
Zrnitostně jsou solončaky velmi jemné a sypké. Vytváří se v bezodtokých sníženinách nebo ve sníženinách se špatným odtokem, v nichž se hromadí a odpařují vody bohaté rozpustnými solemi.
Stratigrafie půdního profilu: Ah – S – Cs